# Konrad Wenzl
Konrad Wenzl (* 7. Oktober 1893; † 13. April 1945) war ein österreichischer Politiker und Landwirt. Er war von 1935 bis 1937 Abgeordneter zum Landtag von Niederösterreich.
Konrad Wenzel arbeitete als Landwirt in Haringsee. Er war während des Austrofaschismus zwischen dem 6. November 1935 und dem 6. Juli 1937 Mitglied des Ständischen Landtags, wobei er für Michael Bachinger nachrückte und für diesen 1937 sein Mandat wieder zurücklegte. Wenzl war Vertreter der Land- und Forstwirtschaft im Ständischen Landtag. 